# سيترا (محاكي)
سيترا هو محاكي حر ومفتوح المصدر متوقف الدعم لجهاز نينتندو 3دي إس المحمول، متاح لأنظمة التشغيل ويندوز وماك أو إس ولينكس وأندرويد. اسم "سيترا" مشتق من "سي تي آر"، وهو الاسم الرمزي للطراز الأصلي لجهاز 3دي إس.
تم إصدار سيترا لأول مرة في عام 2014. قام الفريق الأساسي الذي كان وراء تطويره بإنشاء محاكي نينتندو سويتش الشهير "يوزو" في عام 2018. توقفت دعم فريق يوزو لسيترا في 5 مارس 2024، بعد تسوية بلغت قيمتها 2.4 مليون دولار مع نينتندو أمريكا.

## أنظر أيضا
- Yuzu محاكي نينتندو سويتش تم تطويره من نفس الفريق.
- قائمة برامج محاكاة نظام الكمبيوتر
- محاكي وحدة تحكم ألعاب الفيديو